# Cassio Dione (console 291)
Cassio Dione (latino: Cassius Dio; fl. 291–297) è stato un senatore e politico romano senatore e console nel 291.

## Biografia
Lo storico Cassio Dione Cocceiano, console morto nel 230 circa, fu probabilmente suo nonno o il suo bisnonno. La sua famiglia era di Nicea in Bitinia.
Cassio Dione fu console nel 291, proconsole d'Africa nel 295 (probabilmente dal 1º luglio 294 al 1º luglio 295) e praefectus urbi dal 18 febbraio 296 al 297.
Possedeva una casa sul Palatino, la Domus Dionis, ed è elencato tra i senatori che versarono 400.000 sesterzi a testa per l'erezione di un edificio (CIL VI, 37118).